# Tõlliste
Tõlliste (dt. Teilitz) war eine Landgemeinde im estnischen Kreis Valga mit einer Fläche von 193,78 km². Sie hatte 1800 Einwohner (1. Januar 2010).
Neben dem Hauptort Laatre (282 Einwohner) umfasste die Gemeinde die Dörfer Sooru, Tagula, Tsirguliina, Iigaste, Jaanikese, Korijärve, Muhkva, Paju, Rampe, Supa, Tinuküla, Tõlliste, Vilaski und Väljaküla.
Die unberührte Natur mit Wäldern und Seen zieht viele Naturliebhaber an. Besonders der See Kuritse (11,9 ha) ist beliebtes Ausflugsziel und bietet eine reichhaltige Flora. Bei Iigaste wurde 1855 ein Meteoriteneinschlag verzeichnet (umstritten).